# 902 Probitas
902 Probitas este un asteroid din centura principală, descoperit pe 3 septembrie 1918, de Johann Palisa.